# Der Bürgermeister der Nacht
Der Bürgermeister der Nacht ist eine Popgruppe aus Hamburg.

## Geschichte und Stil
Der Bürgermeister der Nacht wurde 2012 von dem Künstler und Dichter Fynn Steiner und dem Multiinstrumentalisten Joachim Franz Büchner als Duo gegründet. Die Zusammenarbeit der beiden entspringt dem Kollektiv Krautzungen, das Künstler und Künstlerinnen u. a. aus den Bereichen Fotografie, Literatur und Musik vereint. Die ersten Auftritte als Bürgermeister der Nacht absolvierten Steiner und Büchner mit der Unterstützung von Backing-Tracks, die in enger Zusammenarbeit mit Pascal Fuhlbrügge entwickelt wurden. Dieser produzierte auch das Debüt-Album In Champagnerlaune, das im Oktober 2015 auf Fuhlbrügges Label Hand 11 erschien.
Eine Zeit-Online-Kritik von In Champagnerlaune beschreibt die Musik des Albums wie folgt:

„Den Dadaismus von Palais Schaumburg oder den Avantgarde-Punk von The Fall als Vorbild brechen die Stücke ständig aus: Mit schrägen Akkorden wird auf Keyboard und Gitarre eingedroschen, Disco-Beats schweifen entrückt ab, die Hooklines reiben sich am widerspenstigen Gesang.“

Andere Kritiker sehen die Band in der Tradition der so genannten Hamburger Schule und bezeichneten sie als „Hamburger Schule 2.0“ bzw. „Hamburger Schule 3.0“.
Nachdem 2014 Tobias Noormann von Mikroboy als Schlagzeuger gewonnen werden konnte, spielte Der Bürgermeister der Nacht im Oktober des Jahres eine Reihe Konzerte als Vorgruppe für die Hamburger Band Die Sterne. Zur gemeinsamen Tour erschien auf Materie Records eine 7″-Single mit den Songs Welt auf Bierschaum und Es ist wie es ist, bei denen Sterne-Sänger Frank Spilker mitsingt. Die Single wurde exklusiv auf Tour verkauft und ist vergriffen. Im Juni 2016 wurde die Besetzung durch Fabio Papais am Bass komplettiert, seitdem wird auf die einstigen Backing-Tracks komplett verzichtet.

## Events
Am 22. Dezember 2015 veranstaltete die Band in der Hamburger Astra Stube ein 24-Stunden-Konzert mit zahlreichen Gästen. Ein zweites 24-Stunden-Konzert fand am 8. Dezember 2017 im Fleetstreet-Theater in Hamburg statt. Zusammen mit einer Ausstellung in der Galerie Melike Bilir begleitete das Event die Produktion des zweiten Albums Viel Spaß in der Zukunft, das am 1. März 2019 erschien. Zur Veröffentlichung des Werks fand von 2. bis 3. März 2019 das dritte 24-Stunden-Konzert statt, ebenfalls im Fleetstreet-Theater.
Im März 2018 sorgte Der Bürgermeister der Nacht für die musikalische Begleitung bei Katapult Kapitulation. Die Inszenierung auf Kampnagel war die Regie-Abschlussarbeit von Gregor Schuster an der Theaterakademie Hamburg.

## Diskografie
Alben und EPs
- Viel Spaß in der Zukunft!, 2019 (Misitunes in Kooperation mit Zickzack Records)
- In Champagnerlaune, 2015 (Hand 11)
- Kennen Sie den Bürgermeister, 2015 (Hand 11, Remixe u. a. von Frank Spilker und Erobique)

7"-Singles
- Alles für die Kunst, 2014 (Hand 11)
- Welt auf Bierschaum/Es ist wie es ist, 2014 (Materie Records)
- Daniel Richters Gartenparty, 2017, Split-7" mit Kiesgroup (Fidel Bastro)

Kompilationen
- Der Neue Hubert Selby, 2014 (Keine Bewegung, Staatsakt und Euphorie)
- Pol der Macht, 2017, Mach’s besser – 25 Jahre Die Sterne (Materie Records)
- Gläser, Kultur und Psychosen, 2017 (Keine Bewegung 2, Staatsakt und Euphorie)